# Theta Coronae Borealis
Désignations
Theta Coronae Borealis (θ CrB) est une étoile binaire de quatrième magnitude de la constellation de la Couronne boréale. D'après la mesure de sa parallaxe annuelle par le satellite Hipparcos, le système est situé à environ ∼ 380 a.l. (∼ 117 pc) de la Terre. Il se rapproche du Système solaire à une vitesse radiale de −26 km/s.
Sa composante primaire, désignée Theta Coronae Borealis A, est une étoile bleu-blanc de la séquence principale ainsi qu'une étoile Be de type spectral B6Vnne, avec la notation « nn » qui indique que ses raies d'absorption apparaissant très élargies (« nébuleuses ») en raison de sa rotation très rapide. C'est également une étoile variable dont la magnitude apparente a été observée varier entre 4,06 et 4,33. La composante secondaire, Theta Coronae Borealis B, est une étoile d'une magnitude de 6,29. En date de 2016, elle était située à une distance angulaire de 0,8 seconde d'arc et à un angle de position de 198° de la primaire.